# Castel di Guido

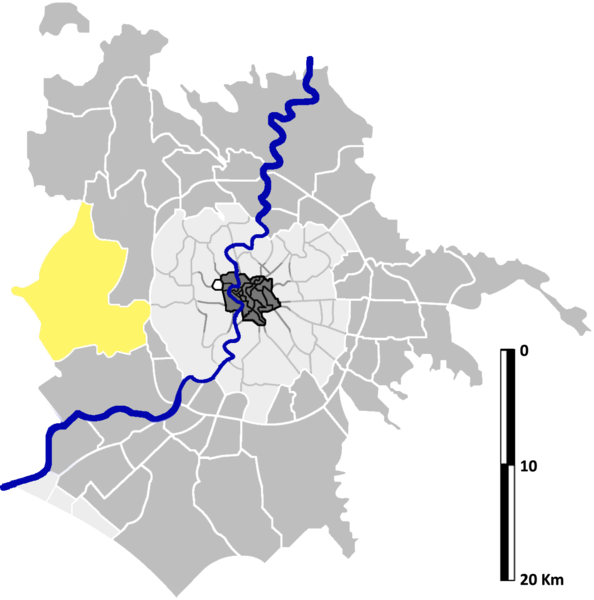
Lage von Castel di Guido in Rom

Castel di Guido bezeichnet die 45. Zone, abgekürzt als Z.XLV, der italienischen Hauptstadt Rom. Im Gegensatz zu den Rioni, Quartieri und Suburbi sind es die ländlicheren Gebiete von Rom. Sie gehört zum Municipio XII sowie Municipio XIII und zählt 19.319 Einwohner (2016). Sie befindet sich im Westen der Stadt innerhalb der römischen Ringautobahn A90 und hat eine Fläche von 82,24 km².

## Geschichte
Castel di Guido wurde am 13. September 1961 durch Beschluss des Commissario Straordinario gegründet. Damals wurde der Ager Romanus in 59 Zonen geteilt, denen eine römische Zahl zugeteilt und ein Z vorgestellt wurde. Davon wurden sechs an die neugegründete Gemeinde Fiumicino komplett ausgegliedert und drei weitere teilweise. Hierbei gab Castel di Fuido über 25 km² an Fiumicino ab.

## Sehenswürdigkeit
- Sacro Cuore di Gesù agonizzante a Vitinia